# 内维尔·张伯伦
亚瑟·内维尔·张伯伦，FRS（1869年3月18日—1940年11月9日），英国保守党政治人物，1937年5月至1940年5月担任英国首相，以其绥靖主义外交政策闻名。
张伯伦曾于商界及地方政府工作，并于1916年至1917年短期任国家服务总监。1918年，当选国会议员。他拒绝了一项内阁职位，并作为后座议员直至1922年。1923年后，张伯伦多次担任卫生大臣、财政大臣。
1937年5月，英国首相斯坦利·鲍德温卸任，张伯伦接替其职位。在其任期内，对德政策成为中心问题。1938年，张伯伦参与签署慕尼黑协定，将捷克斯洛伐克的苏台德德语区割让予德国。尔后，希特勒持续其侵略举动，张伯伦承诺捍卫波兰独立。1939年9月，德国入侵波兰，英国对德宣战。1940年，在联军被迫从挪威撤退后，张伯伦希望得到所有党派支持，但工党和自由党不愿参与其领衔的政府。张伯伦遂于5月10日宣布辞职，由温斯顿·丘吉尔接任首相。
去职后的张伯伦在国会中仍旧受到广泛尊敬，为战时内阁的重要成员之一，并在丘吉尔缺席时领衔这一内阁。1940年9月，张伯伦因罹患胃癌下野，同年11月9日病逝。

## 生平

### 早年经历
张伯伦在1869年3月18日生於一个政治世家，他的父亲约瑟夫曾担任伯明翰市市长和内阁殖民地大臣等職，他的异母长兄奥斯汀曾担任郵政總局局長、财政大臣、印度大臣、掌玺大臣、外交大臣和第一海軍大臣等職。
张伯伦父亲的前妻只生下奥斯汀后即去世，而张伯伦亲生母亲也在他6岁时去世。张伯伦从小非常内向。張伯倫早年入讀拉格比公學。在校期间不愿意参加学校的辯論學會，直至後來因為愛爾蘭自治的議題而加入。此外，在學期間，他开始对植物学和鸟类感兴趣，在日後成為業餘鳥類學家，並加入皇家園藝學會。他也热爱音乐和文学，以后在关键时刻经常引用莎士比亚的名句，晚年也喜好钓鱼。
大学時期，他就读于伯明翰大学的前身玛松科学学院，除開沒有接受大學教育的首相以外，他是历史上仅有的三位不是從牛津大学或剑桥大学毕业的首相之一（另外兩位是1846年至1852年担任首相的約翰·羅素勳爵，他在爱丁堡大学畢業；以及自1762年至1763年任相的約翰·斯圖爾特，第三代比特伯爵，他在萊頓大學畢業）。
张伯伦学习的是冶金学，但毕业后到了一家会计师事务所工作。1890年他们家财政状况不景气，他和兄长奥斯汀到南美安德罗斯岛经营菠萝麻种植园，但没有成功，1896年种植园倒闭，他回到英国。
回国后他的事业倒很顺利，他先后在伯明翰几家工厂担任经理，经营金属制造业，逐渐有了名气，成为一位成功的经理。

### 投身政治
1911年，他被选为伯明翰市议会议员，并担任市政计划委员会主席，同年他與安妮·維爾·柯爾结婚。1915年他成为伯明翰市市长，在他的努力下，促使成立了伯明翰交响乐团和全英國唯一一間市立银行，1916年他被再次选举为市长。
1916年12月，身在倫敦的張伯倫獲新首相劳合·乔治邀请担任新政府的国家服務总监，为军工企业招募劳力，但他的成绩不佳，劳合·乔治非常不满意。1917年，张伯伦辞职，在以后的政治生涯中，他们俩人始终互相排斥。
由於出任国民兵役总监時遭遇挫折，遂激發张伯伦决定参加國會竞选，並成功在1918年大選中當選成为下議院议员，当时他已經49岁。雖然他的兄長已在內閣供職，聯合政府又提供一個衛生部的初級職位給張伯倫，但他因為不願在劳合·乔治的政府供職而加以拒絕，而且又拒絕封為「爵士」。儘管其兄長在1921年出任下議院保守黨黨魁，但張伯倫在國會的最初四年都只是甚少發言的後座議員。
1922年，伯納爾·勞任首相，张伯伦亦終於出任郵政總局局長。並在1923年以卫生部長的身份加入內閣。4个月后，鲍德温担任首相，他任命张伯伦为财政大臣但由於政府在1924年1月倒台，因此張伯倫不及發表財政預算案。
1924年，保守党赢得大选，但張伯倫在自己選區僅以77票之差擊敗工黨候選人，差一點議席不保。在新政府中，张伯伦又担任卫生部長，任內他成功在國會通过了21项法案。
張伯倫雖然在1929年大選保住議席，但保守黨總體上雖然取得最多選票卻在大選失敗，改由工黨執政。保守黨內部其時衝突和分歧叢生，而張伯倫則在1930年出任新設的保守黨主席一職，而且又創立保守黨研究部，因此他一時間被視為下任黨魁的熱門人選。然而鲍德温很快捲土重來，繼續出任黨魁。自温斯顿·丘吉尔因印度自治問題而辞去保守黨黨內商業委員會的职務后，张伯伦又被視為鲍德温的当然继承人。
面對嚴峻的經濟問題，工黨首相麦克唐纳在1931年解散政府，重新改组组成各党派参加的联合政府，张伯伦又被任命为卫生部長。同年很快进行了议会选举，议会选举后保守黨成為議會內的絕對多數黨，张伯伦第二次担任财政大臣，任內就實施保護性關稅的問題引起了軒然大波外，又大副削減政府開支，並在任內促成英國在1932年免除償還一次大戰之債務。
张伯伦一直担任财政大臣到1937年，而1935年鲍德温担任首相后，张伯伦仍然留任，他在任期间是内阁中最活跃的大臣，1934年，他更宣稱战后“经济困难时期已经过去”，“伟大的新希望”正在开始。但因为从1935年英国重新开始加强战备，财政状况的增长又变缓。
不過，张伯伦在當時面临着来自两方面的压力，首先是温斯顿·丘吉尔批评他不重视加强国防开支，但是工党则称他为战争贩子。這最終促使他在1935年大選，保守黨勝出大選後提出徵收國家防衛貢獻稅，以稅收補助軍工，結果引來各方猛烈抨擊。
雖然備受抨擊，但張伯倫的其他經濟政策倒是有效的，他采取了一种被称为“理性化”的政策，在当时经济萧条的情况下，由政府购买陈旧的工厂和矿山，令其倒闭，使得新工厂有条件成立。由于这项政策，到了1938年，英国已经具有用世界上最新技术装备的工厂，有生产最新式武器的能力。

### 英国首相
1936年爱德华八世因要和美国寡妇—華麗絲·辛普森结婚而被迫退位，乔治六世继位，鲍德温决定退休，由张伯伦接替。1937年5月28日，张伯伦正式成为英国首相。
一些历史学家认为张伯伦并不是一位纯粹的保守党人，他一直不喜欢用“保守主义”這个词，而经常宣称自己是“联合主义”。他是一個一位論派人士，不信奉認可三位一体論的安立甘教圣公会，他是自格拉夫頓公爵以來首位不信奉国教的英国首相。
张伯伦虽然领导一个各党派的联合政府，但在内阁组成中他从不考虑各党的平衡，只任用和自己观点相同的人，甚至直接任用没有党派政治经验的人。

#### 国内政策
张伯伦在国内政策中主张改革，1937年通过《工厂法案》，规定最长工作时间，工作场所环境标准，改善工作条件；1938年通过《住房法案》，为改善棚户区和住房拥挤区域提供补助，控制经济住房房租；1937年通过《体育训练法案》，鼓励体育训练和健康饮食，为人民提供义务体检；1938年通过《煤炭法案》允许不同工业联合；1938年通过《带薪假日法案》，为一千一百万工人提供了带薪休假。
当时由于大量国外廉价食品进口，英国国内许多土地荒芜，农民协会要求对进口食品采取保护性关税，张伯伦拒绝，引起许多农民不满。
张伯伦还建议成立奶制品垄断区，让奶制品企业控制价格，政府逐渐取消对牛奶、黄油、奶酪的补贴，但没有被通过。他的政府还曾经主张更为激进的改革，包括废除鞭刑；改革审判体系；将义务教育体系延长到15岁；建立医疗保险和家庭补贴等，但由于第二次世界大战爆发，政府变更而没有落實。

#### 外交政策
张伯伦在位时，爱尔兰希望完全独立成為共和國，制订了一部新宪法，只承认英王为最高元首，並且自管對外事務，其他則完全独立。英国政府承认这种改变，只是公开宣称爱尔兰英联邦成员的地位没有改变。张伯伦考虑到当时欧洲的局势，希望一旦发生战争，爱尔兰不会加入到和英国敌对的一方，因此作出许多让步。爱尔兰希望在北爱尔兰问题上，英国保持中立，但北爱尔兰选举出自己的议会，强烈反对加入爱尔兰，因此爱尔兰没有能够统一。但是爱尔兰和英国在二战中还是保持了良好的关系，张伯伦和爱尔兰第一任总统德瓦勒拉保持了良好的私人关系。在当时兩人达成的协议中，爱尔兰收回了英国控制的三个港口，但赔付英国一千万英镑。这个协议招致了英国国内的一些反对，尤其是来自丘吉尔，但保守党多数没有支持丘吉尔，后来的评论认为这个协议为在战时爱尔兰支持英国铺平了道路。
张伯伦政府最受争议的政策是1939年发布的关于巴勒斯坦殖民地的白皮书，由于英国政府1917年的宣佈的《貝爾福宣言》，允许犹太人以购买巴勒斯坦土地方式回归，但白皮书宣称已经有450,000犹太人定居到巴勒斯坦，今后要控制这种趋势，以限制购买土地的方式控制今后五年内只允许75,000犹太人移居巴勒斯坦。这个白皮书引起轩然大波。

#### 对德绥靖
张伯伦鉴于第一次世界大战造成的灾难，极端地希望以任何代价在欧洲维持和平，认为可以通过谈判避免战争。张伯伦是受传统欧洲政治体系教育的人，他的政治对手都承认他是一个诚实的人，他的思路与时代不合，因此他不顾自己内部的反对，尤其来自丘吉尔的反对，力图和希特勒达成和平，他自己称之为执行一个“绥靖政策”。

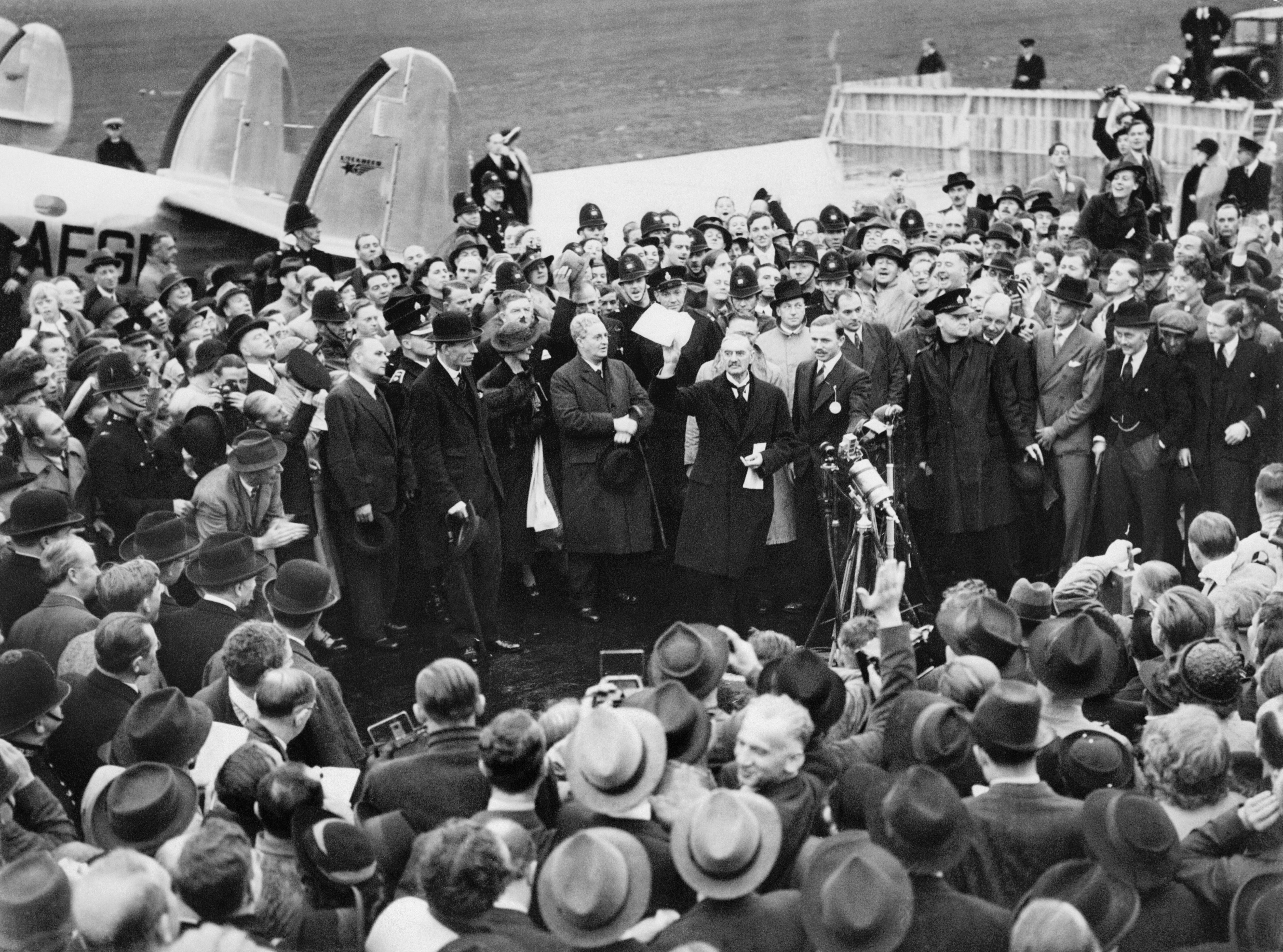
張伯倫手持《慕尼黑協定》。

第一次危机是纳粹德国在1938年派兵進駐奧地利，進行德奧合併，张伯伦政府认为这是一件无法挽回的事件，为此保持沉默。第二次是在1938年9月，当納粹德国威脅进攻捷克斯洛伐克，宣称要保护苏台德地区的德裔居民。张伯伦和法国总理达拉第、義大利王國总理貝尼托·墨索里尼一起在慕尼黑和希特勒签署了《慕尼黑協定》，允许德国吞併苏台德地区，以及將南斯洛伐克割予匈牙利，几乎答应了希特勒的一切要求，只是要求希特勒不再发动新的战争。回国后，在机场张伯伦就挥舞着协定宣称“这是历史上第二次英国首相从德国带回保持尊严的和平，我相信这就是我们一个时代的和平。”
1939年3月，德國军队入侵整个捷克斯洛伐克，建立了斯洛伐克傀儡政權，並將屬捷克的喀尔巴阡烏克蘭割让予匈牙利王國。张伯伦感到被欺骗，断然放弃绥靖政策。宣称如果纳粹德國进攻波兰，英国将给予武装支援。

#### 战时首相
1939年9月1日，德国进攻波兰，但张伯伦政府并没有立即宣战，因为法国只有防御没有进攻的意图，只有進行薩爾攻勢。张伯伦只是宣称如果德国在两天内撤出波兰，英国将协助他们举行谈判，他受到议会的极大压力，保守党议员领袖警告他如果再不宣战，政府将会垮台，在取得法国同意和英国步调一致的允诺后，直到9月3日上午11點15分，英国才正式對德國宣战。宣战后，张伯伦重新改组政府，邀请丘吉尔進入戰時內阁，担任第一海军大臣。
战争开始的头八个月被称为“假战”，因为没有任何交战行动，一直维持到希特勒进攻荷兰，發動黃色計劃时英国才真正进入战争。这期间主要冲突发生在海上，丘吉尔的作用开始显露出。苏联入侵波兰和芬兰，引起要求对苏联宣战的呼声，但张伯伦认为只有对德国的战争结束才有可能，所以英国始终没有对苏联作出任何表示。
1940年4月9號，北歐戰役開始，德国於當天佔領了丹麥並开始入侵挪威，盟军前往帮助挪威，但失败了，6月9日盟軍從納爾維克撤離，次日遭德軍佔領，挪威戰役結束。
5月7日，挪威戰場惡化後，議會對於張伯倫的不滿終於爆發了。議會嚴厲抨擊政府堅持的綏靖主義，特別是戰前張伯倫與希特勒交涉中表現出的樂觀主義以及戰爭爆發後對於國防的態度遭到猛烈的批評。張伯倫一位最親密的朋友兼政治夥伴 - 利奧波德·斯登尼·艾默里在议会演講引用克倫威爾解散议会时的宣言更是讓議會對於張伯倫內閣的批評達到最高點，他指控張伯倫政府為「老而腐朽的軍人」，他還直接指責首相，並再次引用克倫威爾的話「就你所做的貢獻而言，你在这里坐的太久了」，他說「走吧，我說，讓我們和你的合作結束吧，以上帝之名，走開吧！」這對張伯倫的自尊心是一次巨大的打擊，尤其是當他離開議會時，後排的議員有節奏地發出「滾！滾！滾！」的怒吼聲更是讓張伯倫更加失意潦倒。
第二天國會舉行對張伯倫政府的不信任動議投票，當时有40位原来支持政府的议员投了反对票，虽然政府最终赢得了信任投票，但是张伯伦很清楚自己也该下台了，他希望自己下台后能组成一个保守党政府，但议会强烈要求仍然组成联合政府。当时有两个可能的人选：丘吉尔和哈利法克斯勳爵，但哈利法克斯勳爵認為自己作为上議院议员難以领导政府，因為所有重大議案都得再下議院討論，而上議院的議員卻是不可以在下議院發言。张伯伦想要求工党组成联合政府，询问工党是否同意，问题是：工党是否同意参加由他自己领导的政府？如果不同意，是否同意参加由其他人领导的政府？工党领导層答应第二天给予答复。
5月10日，德国入侵盧森堡、荷兰、比利时和法国，開始法國戰役，張伯倫原本有意繼續留任至新一輪的危機完結。不過工党答复说同意参加联合政府，而且不同意由张伯伦领导。最終在1940年5月10日晚，张伯伦向喬治六世递交辞呈，正式推荐溫斯頓·丘吉尔继任英國首相。

### 下野与病逝
张伯伦辞去首相职务後，仍然是保守党黨魁。虽然工党和自由党怂恿邱吉爾从政府中开除张伯伦，但由於張伯倫仍然得到大部份保守黨議員的支持，所以邱吉爾仍然請他留在戰時內閣。邱吉爾最初想任命张伯伦为财政大臣，但受到工党和自由党的強烈反对，最后任命他为樞密院議長，並掌管重要的樞密院議長委員會。
张伯伦继续忠实地执行自己的工作，並为政府提供许多有益的咨询。到了1940年，德国提出和英国议和的条件，几乎引起政府的分裂，張伯倫最初支持接受條款，但丘吉尔成功地说服张伯伦和他站在一起，反对议和。
张伯伦仍然受到大部份保守党议员的拥护，而丘吉尔卻只受到工党和自由党议员的拥护，张伯伦擔心这种现象会削弱政府，於是在各种场合鼓励保守党议员支持丘吉尔。
但這時開始，社會輿論開始不希望张伯伦继续在政府任职，並攻击张伯伦，张伯伦則希望丘吉尔能压制媒体的攻击，因為他一直只視丘吉尔為战时临时政府，战后他可以重新回来掌权。但7月份的時候，張伯倫的健康狀況開始惡化，並因胃癌而作了手術，雖然其間似有起色。但9月份的時候，他的健康状况已不允许继续工作，他的胃癌已經轉移到大腸，於是在9月30日他辞去黨魁和樞密院議長的職務，回汉普郡养病，但经过国王和丘吉尔的特批，国家各种文件仍然送他阅批，使他能了解国家的局势。到11月9日，他在汉普郡赫菲爾（Heckfield）附近的夏菲爾園（Highfield Park）病逝，享年71岁。
1941年4月15日，张伯伦的房产以84,013英镑的价格卖掉。

## 评价
历史学家对张伯伦的评价极具争议。其初始声望较高，但1940年7月的《罪人》对张伯伦等人进行了严苛的抨击，称其在慕尼黑外交失败并未能使英国对战争进行充分准备；该书以及日后的一系列出版物几乎彻底摧毁了其名望，而在其过世后的一代史学家（如丘吉尔所著《风云紧急》）绝大多数持相同观点。近年史学家对张伯伦及其政策的态度逐渐好转，引证最新解密的政府文件，认为1938年时的英国准备仍旧不足，对德国开战将带来灾难。即便如此，在英国首相中张伯伦仍旧排名靠后。
张伯伦失败的外交政策掩盖了他成功的国内政策，社会历史学家认为他在衛生部長任內推行的政策，使英国在戰後逐渐走上“福利国家”的道路。
張伯倫的外交政策「放任並休兵」的政策使他成為「绥靖主義」的代表人物。
有關张伯伦的文件和政府檔案，現正存放於伯明罕大學作特別館藏。

## 雜記
- 曾在1960年代的電影《蝙蝠俠》飾演管家「艾爾弗雷德」的艾倫·納皮爾，是張伯倫的表弟。

### 書籍
- Feiling, Keith. The Life of Neville Chamberlain. Macmillan & Co. Ltd, 1946.
- Gilbert, Martin. The Roots of Appeasement. New American Library, 1966.
- James, Robert Rhodes. The British Revolution, 1880-1939. Knopf, 1977.
- Wheeler-Bennett, John Munich : Prologue to Tragedy, New York : Duell, Sloan and Pearce, 1948.
- The Oxford Dictionary of National Biography

## 延伸阅读
- Aster, Sidney. . Finney, Patrick  (编). . Edward Arnold. 1997: 62–77. ISBN 978-0-340-67640-0.
- Aster, Sidney. . Diplomacy and Statecraft. 2002-09-09, 13 (3): 153–74. S2CID 154954097. doi:10.1080/714000341.
- Bond, Brian. . Mommsen, Wolfgang; Kettenacker, Lothar  (编). . George Allen & Unwin. 1983: 197–207. ISBN 978-0-04-940068-9.
- Crozier, Andrew J. . Macmillan Press. 1988. ISBN 978-0-312-01546-6.
- Gilbert, Martin. . New American Library. 1966.
- Goldstein, Erik. . Mommsen, Wolfgang; Kettenacker, Lothar  (编). . Frank Cass. 1999: 276–92. ISBN 978-0-7146-8056-9.
- Greenwood, Sean. . Martel, Gordon  (编). . Routledge. 1999: 225–46. ISBN 978-0-415-16325-5.
- Kelly, Bernard. (2009) "Drifting Towards War: The British Chiefs of Staff, the USSR and the Winter War, November 1939 – March 1940," Contemporary British History, (2009) 23:3 pp. 267–91, doi:10.1080/13619460903080010
- Kennedy, Paul; Imlay, Talbot. . Martel, Gordon  (编). . Routledge. 1999: 116–34. ISBN 978-0-415-16325-5.
- Loades, David, ed. Reader's Guide to British History (2003) 1: 244–45; historiography
- McDonough, Frank. . Manchester University Press. 1998. ISBN 978-0-7190-4832-6.
- McDonough, Frank. . Cambridge University Press. 2001. ISBN 978-0-521-00048-2.
- Petrie, Charles.  First American. Frederick A. Stokes. 1938.
- Redihan, Erin. "Neville Chamberlain and Norway: The Trouble with 'A Man of Peace' in a Time of War." New England Journal of History (2013) 69#1/2 pp. 1–18.
- Stewart, Graham.  revised. Phoenix. 2000. ISBN 978-0-7538-1060-6.
- Strang, Bruce. . Journal of Contemporary History. 1996, 31 (4): 721–52. S2CID 159558319. doi:10.1177/002200949603100406.
- Watt, D.C. . Heinemann. 1989. ISBN 978-0-394-57916-0.
- Weinberg, Gerhard. . Enigma Books. 2010. ISBN 978-1-929631-91-9.
- Wheeler-Bennett, John. . Duell, Sloan and Pearce. 1948.

## 另見
- 張伯倫內閣

## 外部連結
- Hansard 1803–2005: Neville Chamberlain在國會中的貢獻
- Video: Neville Chamberlain Appeasement World War II
- University of Birmingham Special Collections （页面存档备份，存于）: the political papers of Neville Chamberlain
- 互联网档案馆中内维尔·张伯伦的作品或与之相关的作品
- Neville Chamberlain  - 古滕堡分布式校对（加拿大）
- 來自内维尔·张伯伦的LibriVox公共領域有聲讀物
- . 英国国家档案馆.
- 英國國家肖像館中的(Arthur) Neville Chamberlain肖像
- 有关内维尔·张伯伦在德国经济学中央图书馆（ZBW）20世纪新闻档案中的剪报。
- Portrait of Neville Chamberlain in the UK Parliamentary Collections （页面存档备份，存于）

| 官衔                                | 官衔                         | 官衔                                |
| ----------------------------------- | ---------------------------- | ----------------------------------- |
| 前任者： —                          | 國家服務總監 1916年–1917年   | 繼任者： 奧克蘭·格迪斯爵士          |
| 前任者： 弗雷德里克·凱拉韋          | 郵政總局局長 1922年–1923年   | 繼任者： 威廉·喬因森-希克斯爵士，Bt |
| 前任者： 懸缺                       | 財政部主計長 1923年          | 繼任者： 威廉·喬因森-希克斯爵士，Bt |
| 前任者： 亞瑟·格里菲思-博斯科恩爵士 | 衛生部長 1923年              | 繼任者： 威廉·喬因森-希克斯爵士，Bt |
| 前任者： 鮑德溫                     | 財政大臣 1923年–1924年       | 繼任者： 菲利普·斯諾登              |
| 前任者： 約翰·惠特利                | 衛生部長 1924年–1929年       | 繼任者： 亞瑟·格林伍德              |
| 前任者： —                          | 保守黨主席 1930年–1931年     | 繼任者： 奧利弗·浦耳                |
| 前任者： 亞瑟·格林伍德              | 衛生部長 1931年              | 繼任者： 愛德華·希爾頓·楊           |
| 前任者： 菲利普·斯諾登              | 財政大臣 1931年–1937年       | 繼任者： 約翰·奧爾斯布魯克·西蒙爵士 |
| 前任者： 鮑德溫                     | 英國保守黨黨魁 1937年–1940年 | 繼任者： 邱吉爾                     |
| 前任者： 鮑德溫                     | 英國首相 1937年–1940年       | 繼任者： 邱吉爾                     |
| 前任者： 鮑德溫                     | 下議院領袖 1937年–1940年     | 繼任者： 邱吉爾                     |
| 前任者： 斯坦厄普伯爵               | 樞密院議長 1940年–1941年     | 繼任者： 約翰·安德生爵士            |